# 月明かりに照らされて
「月明かりに照らされて」（つきあかりにてらされて）は、山崎まさよしのデビュー・シングル。1995年9月25日発売。発売元はポリドール・レコード（現: ユニバーサルミュージック）。

## 解説
メジャーデビュー・シングルで、「月明かりに照らされて」はセゾンカード インターナショナルのコマーシャルソング、及びテレビ朝日系『サンデージャングル』オープニング・テーマに起用された。ミュージック・ビデオはモノクロ映像で、PV集『動く山崎 VIDEO CLIPS 1995-1998』に収録されている。
カップリング曲の「Rough Rock'n Roll Boogie」 は、山崎が歌手オーディションと勘違いしてとある俳優オーディションに応募した際、審査員に「折角だから歌ってみたら?」と薦められ、審査員勢の前で披露したナンバーとされる。これに興味を持った関係者から後日連絡があり、デビューに至った。
8センチシングルでリリースされたのち、2000年5月31日にマキシシングルとして再リリースされた。2005年9月21日に同時発売されたベストアルバム『BLUE PERIOD』（A面集）と『OUT OF THE BLUE』（B面集）の発売をもち、シングルは生産終了となっている。

## 収録曲
1. 月明かりに照らされて （4:40）
  - 作詞・作曲: 山崎将義 、編曲: 山崎将義・中村キタロー
 セゾンカード インターナショナル TV-CFソング
テレビ朝日系『サンデージャングル』オープニング・テーマ
2. Rough Rock'n Roll Boogie （4:13）
  - 作詞・作曲・編曲: 山崎将義
3. mud skiffle track I （1:18）
  - 作曲・編曲: 山崎将義

## 収録作品
月明かりに照らされて（Single Version）
アレルギーの特効薬
BLUE PERIOD
月明かりに照らされて（Live Version）
ONE KNIGHT STANDS
月明かりに照らされて（Live Version #2）
Transit Time
月明かりに照らされて（Live Version #3）
HOBO Walking
Rough Rock'n Roll Boogie
OUT OF THE BLUE
mud skiffle track I
OUT OF THE BLUE